# Finlandssvenskt filmcentrum
Finlandssvenskt filmcentrum är en finlandssvensk förening som arbetar för en levande svenskspråkig filmkultur i Finland. Föreningen grundades 1989 och den har kanslier i Helsingfors och Åbo. Det finns också ett filialkansli i Vasa.

## Verksamhet
Kulturföreningens verksamhet finansieras bland annat av Svenska Kulturfonden, Konstsamfundet och undervisningsministeriet i Finland. Föreningen bedriver ingen produktionsverksamhet men däremot en omfattande pedagogisk verksamhet. Verksamheten omfattar exempelvis:
- att verka för ett ökat utbud av svenskspråkig och nordisk film i Finland, både för barn och vuxna. Det sker främst genom deras eget import- och distributionsbolag, Kinoscreen.
- att göra den finlandssvenska filmen mer synlig. Föreningen anordnar bland annat evenemangen Finlandssvensk filmmönstring och Filmfest. Dessutom medverkar den i flera olika lokala filmfestivaler.
- att stöda biografverksamheten på mindre orter i Svenskfinland. Föreningen har också en ambulerande biograf i sin ägo, med hela svenskbygden i Finland som verksamhetsfält.
- att informera allmänheten och beslutsfattare om specifikt finlandssvenska filmfrågor.
- att utveckla skolbioverksamheten i svenskspråkiga skolor. I samarbete med skolor, kommuner och lokala biografer genomför föreningen skolbio- och knattebiovisningar.
- att tillhandahålla upplysnings- och informationsservice gentemot allmänheten i frågor som rör film och filmvisning.
- att fungera som påtryckningsorgan gentemot filmbranschen och andra beslutsfattare. Det tar sig uttryck exempelvis genom att agitera för svenskspråkig textning av film, kämpa för anslag för svenskspråkig filmproduktion och medvetandegöra behovet av svenskspråkiga versioner av utländska barnfilmer.

## Filmtidning
Filmcentrum ger ut tidningen Filmjournalen. Tidningen är Finlands enda svenskspråkiga filmtidning och den utkommer med fyra nummer per år.

## Ordförande
Finlandssvenskt filmcentrums nuvarande (2011) ordförande är Claes Olsson.